# Willets (warenhuis)

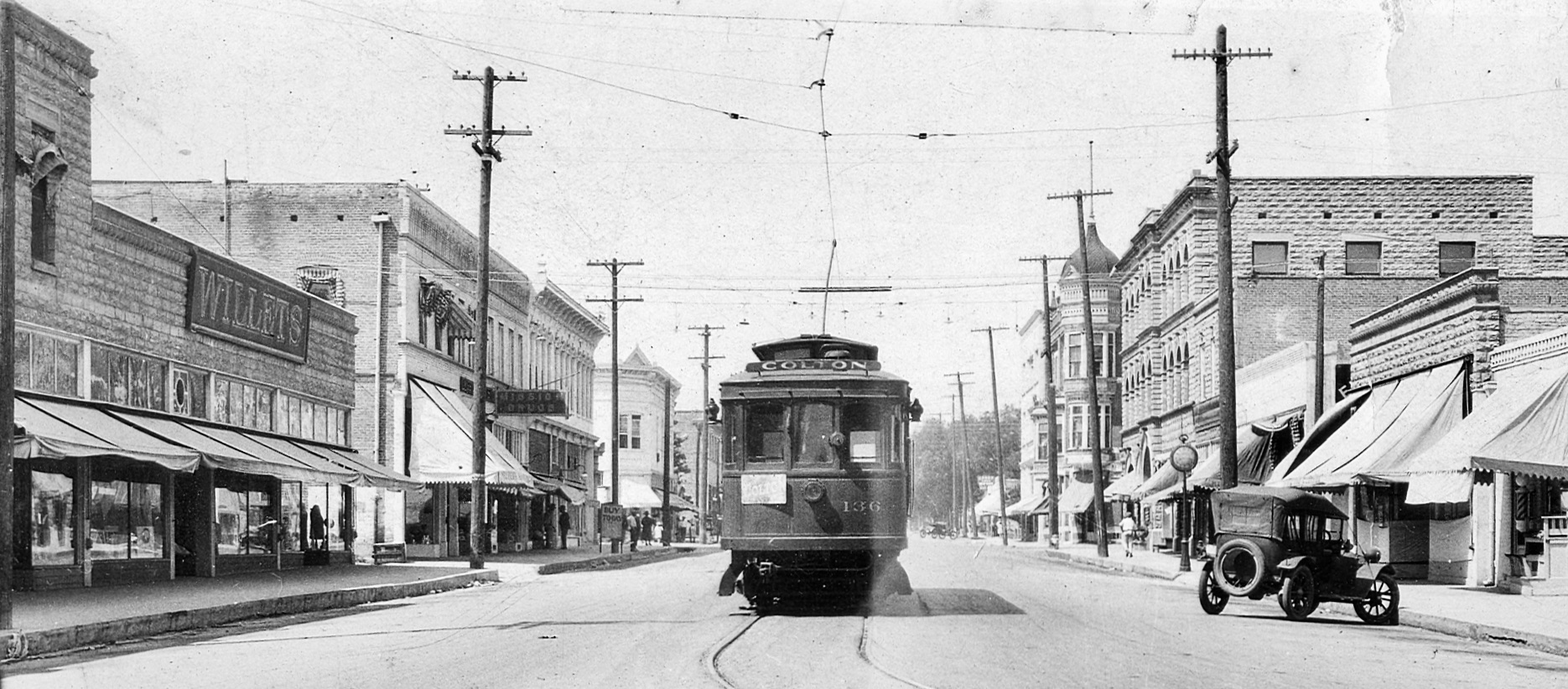
Eighth Street (nu La Cadena Drive), Colton (eind jaren 1910) met links Willets.

Willets of Willet's was een warenhuis in Colton, Californië.

## Geschiedenis
In 1906 werd aangekondigd dat Willet's Department Store werd geopend, nadat het Steck Brothers Clothing Co. had overgenomen. In reclames vermeldt de winkel echter dat de oorsprong teruggaat tot 1883. 
In 1918 werd de winkel verkocht aan het warenhuisbedrijf  Boadway Bros., die na een paar maanden definitief besloot de voorraad te liquideren en de winkel eind 1918 te sluiten. 
Volgens advertenties in de kranten van Colton ging Willet's in februari 1922 weer open op North Eighth Street 125-145. 
In 1951 werd de bouw aangekondigd van een nieuwe winkel verder naar het noorden aan de Eighth Street. Dit omdat in 1953 een aanzienlijk deel van het historische centrum van Colton werd gesloopt om plaats te maken voor wat nu de San Bernardino Freeway is. Dit omvatte het blok aan de westkant van Eighth Street, ten noorden van J Street, met het toen 70 jaar oude Helman's Department Store-gebouw, oorspronkelijk gevestigd in de First National Bank of Colton, op de hoek, en het Willet's Department Store-gebouw ten noorden daarvan. Helman verhuisde ook naar een nieuwe locatie verder naar het noorden.